# سن-آدریان-دیرلاند، کبک
سن-آدریان-دیرلاند (به فرانسوی: Saint-Adrien-d'Irlande) شهری در منطقه شهری له آپالاش ناحیه شودییر-آپالاش در استان کبک کانادا است. در سرشماری سال ۲۰۱۱ این شهر ۳۹۸ نفر جمعیت داشته‌است و مساحت آن ۵۲٫۷۸ کیلومتر مربع است.